# Каталокс
Каталокс — ценная и редкая древесина дерева вида Swartzia cubensis рода Swartzia.

## Другие названия
Мексиканский королевский эбен, уамара, банниа, каталош.

## Происхождение
Южная Мексика, Центральная Америка.

## Свойства
Древесина каталокса чрезвычайно плотна. Цвет ядра колеблется от фиолетового до тёмно-пурпурного, со временем может темнеть почти до чёрного. Цвете заболони кремово-золотистый, что даёт чудесный яркий контраст с насыщенным цветом ядра, когда используется в изделии вместе с ним.
Режущий инструмент при обработке этой древесины тупится из-за её высокой плотности. По той же причине может быть проблематичным склеивание. Каталокс прекрасно обрабатывается на токарном станке, так как имеет тонкую текстуру и поры.
Физические свойства:
| Объёмная усушка          | 11.2 %       |
| Стойкость против гниения | великолепная |

## Использование
Во многих публикациях министерства сельского хозяйства США эта древесина рекомендуется в качестве замены африканского чёрного эбена при изготовлении струнных инструментов.
Каталокс известен среди изготовителей качественных гитар и широко используется ими для грифов. Он также начинает применяться для изготовления обечаек и дек. Из-за её великолепного сустейна считается, что звуковые свойства каталокса схожи с эбеновым деревом.
Используется также для изготовления мелких поделок, мебели, оружейных прикладов, ручек ножей и бильярдных киев.
В местах произрастания Swartzia cubensis на Юкатане эта древесина ценится из-за своей долговечности и эстетичности, из неё делают столы, стулья и другую изысканную мебель.